# Luis Ríos Rodríguez
Luis Ríos Rodríguez (Gualaceo, 1855 - 1939) fue un político ecuatoriano que ejerció como presidente del Concejo Cantonal de Gualaceo. Fue parte de los primeros colonos, llamados así por los indígenas de la zona, que establecieron el pueblo de Limón Indanza.

## Biografía
Fue hijo de Atanasio Ríos Moreno, doctor en jurisprudencia y Emilia Rodríguez. Estudió en el Seminario San Luis de Cuenca. Una vez terminada la secundaria, ingresó en derecho en la Universidad de Cuenca pero, no terminó sus estudios por hacerse cargo de las propiedades de sus padres.
Se desempeñó como presidente del Concejo Cantonal de Gualaceoen cuatro ocasiones, así como Jefe Político del mismo cantón. En 1896, intervino en la batalla de Pangor, en Chimborazo, como parte de la Columna Vega al mando del Coronel Antonio Vega Muñoz.

### Descendencia
Contrajo matrimonio en 1882, con Mercedes Marcos Aguilera, proveniente de una notable familia guayaquileña. De este matrimonio nacieron ocho hijos: Emilia, Rosa Elena, Cristina, Celia, Alfonso, Luis, Octavio y Alcibíades. Sus hijos Alfonso y Octavio también presidieron el Concejo Municipal.

## En el oriente ecuatoriano
En 1892 establece en Indanza su hacienda a la que llamó "Las Mercedes" en honor a su esposa. Al río que cruzaba por la hacienda lo bautizó como río Gualaceño, en honor a su ciudad natal. Por la ausencia de una vía de acceso desde Gualaceo hacia Indanza, construyó con sus recursos un camino de herradura.

## Memoria y homenaje
La Municipalidad de Gualaceo colocó su nombre a una de las calles que rodea la plaza cívica del centro histórico. 